# Monte la Forchetta
Il Monte la Forchetta è un rilievo dei monti Ernici, nel Lazio, nella provincia di Frosinone, nel comune di Vico nel Lazio.